# Тазлау (Њамц)
Тазлау (рум. Tazlău) насеље је у Румунији у округу Њамц у општини Тазлау. Oпштина се налази на надморској висини од 440 m.

## Становништво
Према подацима из 2002. године у насељу је живело 3013 становника, од којих су сви румунске националности.